# Hannelore Mensch
Pour les articles homonymes, voir Mensch.
Hannelore Mensch, née le 16 juin 1937 à Neu Zachun est une ancienne femme politique est-allemande. Elle est ministre du Travail et des Salaires entre 1989 et 1990.

## Biographie
Hannelore Mensch est la fille d'un agriculteur. De 1953 à 1956, elle étudie au sein d'un établissement agricole de Ludwigslust, d'où elle sort diplômée. En 1958, elle travaille comme urbaniste. De 1958 à 1962, elle participe au niveau local à l'administration des FDJ. En 1959, elle rejoint le SED.
Elle est, de 1962 à 1963, employée au ministère de l'Agriculture puis travaille au sein du SED, à Berlin. Elle suit les cours par correspondance de la Parteihochschule Karl Marx. De 1973 à 1978, elle est conseillère municipale de Berlin, puis de 1978 à 1989 première adjointe du maire de Berlin. De novembre 1989 à mars 1990, elle est ministre du Travail et des Salaires de la RDA, au sein du cabinet Modrow.
Pour « incitation à la fraude électorale » lors des élections locales à Berlin, en 1989, elle est condamnée en 1993 par le tribunal de district de Berlin à une peine d'emprisonnement d'un an.

## Distinction
- 1971 : ordre du Mérite patriotique (bronze)
- 1981 : ordre du Mérite patriotique (argent)

## Sources
- (de) Cet article est partiellement ou en totalité issu de l’article de Wikipédia en allemand intitulé « Hannelore Mensch » (voir la liste des auteurs).